# Ernest Hamilton (zawodnik lacrosse)
Ernest Samuel „Ernie” Hamilton (ur. 17 kwietnia 1883 w Montrealu, zm. 19 grudnia 1964 w Pointe-Claire) – kanadyjski zawodnik lacrosse.
Na igrzyskach olimpijskich w 1908 w Londynie wraz z kolegami zdobył złoty medal.
Był również znanym zawodnikiem rugby. a także działaczem sportowym, m.in. prezesem Montreal Hockey Club. Jego syn William McLean Hamilton był politykiem, ministrem w rządzie Johna Diefenbakera, a synowa Elizabeth Hamilton uczestniczką igrzysk olimpijskich w 1948 w Londynie.